# پاتریک کالکانی
پاتریک کالکانی (انگلیسی: Patrick Calcagni؛ زادهٔ ۵ ژوئیهٔ ۱۹۷۷) دوچرخه‌سوار اهل سوئیس است.